# Liste der denkmalgeschützten Objekte in Windigsteig
Die Liste der denkmalgeschützten Objekte in Windigsteig enthält die 18 denkmalgeschützten, unbeweglichen Objekte der Gemeinde Windigsteig.

## Denkmäler
| Foto |                 | Denkmal                                                                                      | Standort                                              | Beschreibung | Metadaten |
| ---- | --------------- | -------------------------------------------------------------------------------------------- | ----------------------------------------------------- | --- | --- |
| ja   | Datei hochladen | Ehem. Wasserschloss Grünau HERIS-ID: 22555 Objekt-ID: 18888                                  | Grünau 1 Standort KG: Grünau                          | Das zwischen Ort und Teich in einer kleinen Senke gelegene Schloss Windigsteig, urkundlich erwähnt im Jahre 1311, ist eine zweigeschoßige Vierseitanlage des 16. Jahrhunderts, die ursprünglich als Wasserschloss angelegt war. Zu den äußeren Merkmalen zählen eine erneuerte Ortsteinbemalung sowie an der Nordseite profilierte Erdgeschoßfenster aus dem zweiten Drittel des 16. Jahrhunderts. Östlich des Schlosses liegt ein weitläufiger Wirtschaftshof. Dieser hat in der Mitte einen langgestreckten Trakt mit Ortsteingliederung aus dem 16./17. Jahrhundert. An der Schmalseite hat er einen ortsteingerahmten Vorbau unter einem Giebelaufsatz mit einem ehemaligen Dachreiter. Der Vorbau ist durch seitliche Anbauten der Breite des Gesamtbaus angeglichen. | BDA-Hist.: Q37870644 Status: Bescheid Stand der BDA-Liste: 2025-06-30 Name: Ehem. Wasserschloss Grünau GstNr.: 2 Schloss Grünau (Windigsteig)                                        |
| ja   | Datei hochladen | Figurenbildstock hl. Felix von Cantalice HERIS-ID: 22558 Objekt-ID: 18891                    | vor Kleinreichenbach 4 Standort KG: Kleinreichenbach  | In Kleinreichenbach steht auf einem mit 1752 bezeichneten Postament mit dem Wappen der Familie Polheim eine Statue des hl. Felix von Cantalice. | BDA-Hist.: Q37870663 Status: § 2a Stand der BDA-Liste: 2025-06-30 Name: Figurenbildstock hl. Felix von Cantalice GstNr.: 738/6                                                       |
| ja   | Datei hochladen | Ortskapelle Lichtenberg HERIS-ID: 22560 Objekt-ID: 18893 marterl.at: 12215                   | gegenüber Lichtenberg 9 Standort KG: Lichtenberg      | Die an der Durchgangsstraße vor der nördlichen Hofzeile gelegene, in den Jahren 1922/1923 nach einem Entwurf von Franz Mühlbach errichtete Ortskapelle von Lichtenberg ist ein schlichter Bau auf bossiertem Sockel. Ihr Fassadenturm ist durch ein mächtig rustiziertes Rundbogentor zugänglich. Zwei seiner Schallfenster befinden sich in Giebelvorsprüngen des Turmhelms. | BDA-Hist.: Q37870677 Status: § 2a Stand der BDA-Liste: 2025-06-30 Name: Ortskapelle Lichtenberg GstNr.: 445/2 Ortskapelle Lichtenberg (Windigsteig)                                  |
| ja   | Datei hochladen | Figurenbildstock hl. Felix von Cantalice HERIS-ID: 22561 Objekt-ID: 18894 marterl.at: 12214  | Standort KG: Lichtenberg                              | Bei der Ortskapelle von Lichtenberg steht auf einem mit 1738 bezeichneten Wappenpostament der Familie Polheim eine Statue des hl. Felix von Cantalice. | BDA-Hist.: Q37870695 Status: § 2a Stand der BDA-Liste: 2025-06-30 Name: Figurenbildstock hl. Felix von Cantalice GstNr.: 445/1 Figurenbildstock hl. Felix von Cantalice, Lichtenberg |
| ja   | Datei hochladen | Figurenbildstock hl. Johannes Nepomuk HERIS-ID: 22566 Objekt-ID: 18899                       | bei Markl 2 Standort KG: Markl                        | In Markl steht bei der Mühle eine mit 1721 bezeichnete Steinfigur des hl. Johannes Nepomuk. | BDA-Hist.: Q37870712 Status: § 2a Stand der BDA-Liste: 2025-06-30 Name: Figurenbildstock hl. Johannes Nepomuk GstNr.: 541/3                                                          |
| ja   | Datei hochladen | Ehem. Meierhof und Spital HERIS-ID: 22565seit 2023                                           | Markl 8 Standort KG: Markl                            | | BDA-Hist.: Q119231399 Status: Bescheid Stand der BDA-Liste: 2025-06-30 Name: Ehem. Meierhof und Spital GstNr.: 31/1, 31/5, 31/4 Ehemaliger Meierhof Markl, Gemeinde Windigsteig      |
| ja   | Datei hochladen | Bildstock HERIS-ID: 22568 Objekt-ID: 18901 marterl.at: 12184                                 | gegenüber Matzlesschlag 13 Standort KG: Matzlesschlag | In Matzlesschlag steht ein mit 1676 bezeichneter achtseitiger Tabernakelbildstock. | BDA-Hist.: Q37870758 Status: § 2a Stand der BDA-Liste: 2025-06-30 Name: Bildstock GstNr.: 55                                                                                         |
| ja   | Datei hochladen | Ortskapelle Matzlesschlag HERIS-ID: 22567 Objekt-ID: 18900 marterl.at: 12259                 | neben Matzlesschlag 23 Standort KG: Matzlesschlag     | Die Ortskapelle im Westen von Matzlesschlag ist ein in den Jahren 1902–1904 errichteter, historistischer, flach geschlossener, durch Putzpilaster gegliederter Bau mit Rundbogenfenstern und einem Giebelreiter, der von einem Giebelspitzhelm bekrönt wird. Der Innenraum hat eine gedrückte Stichkappentonne. Das in schwarz-gold ausgeführte Säulenaltärchen wurde um 1660/1680 angefertigt und stammt angeblich von der ehemaligen Wallfahrtskirche Rafingsberg. In der Mitte ist ein spätgotisches Schnitzrelief der Beweinung Christi zu sehen, das im frühen 16. Jahrhundert geschaffen wurde. An den Seiten befinden sich Figuren eines Bischofs aus der Zeit um 1330 und des hl. Leopold aus der Zeit um 1480. Die Rokokohalbfiguren von Maria und dem Schmerzensmann auf der Mensa stammen aus dem dritten Viertel des 18. Jahrhunderts. | BDA-Hist.: Q37870734 Status: § 2a Stand der BDA-Liste: 2025-06-30 Name: Ortskapelle Matzlesschlag GstNr.: 42                                                                         |
| ja   | Datei hochladen | Ehem. Wasserschloss Meires HERIS-ID: 22573 Objekt-ID: 18906                                  | Meires 19 Standort KG: Meires                         | Im Osten von Meires erhebt sich ein dreiflügeliges, ehemaliges Wasserschloss der Renaissance. Die zweigeschoßige, südwärts offene Anlage hat einen kürzeren Osttrakt. Es sind Reste von Putzbändern und Ortsteinrahmung erkennbar. Die runden Ecktürme an der Südostecke und am Nordtrakt liegen unter Kegeldächern mit Holzschindeln, die von Laternenaufsätzen mit Zwiebelhelmchen bekrönt werden. Das Schloss ist durch eine stichkappentonnengewölbte Durchfahrt im westlichen Trakt zugänglich. | BDA-Hist.: Q37870778 Status: Bescheid Stand der BDA-Liste: 2025-06-30 Name: Ehem. Wasserschloss Meires GstNr.: 1 Schloss Meires                                                      |
| ja   | Datei hochladen | Kirchenruine Sieben Schmerzen Mariae HERIS-ID: 22572 Objekt-ID: 18905                        | Rafingsberg 5 Standort KG: Meires                     | Bei Rafingsberg befindet sich die Ruine der ehemaligen Wallfahrtskirche Sieben Schmerzen Mariens. Sie wurde erstmals als neu erbaute Marienkapelle im Jahr 1455 erwähnt. Nach Bautätigkeiten um 1490 wurde das Gotteshaus 1494 als zum Stift Zwettl gehörende Filialkirche Unser Frau geweiht. 1658–1663 wurde das Langhaus neu gebaut und 1670 geweiht. 1708 errichtete man eine Ringmauer um die am Endpunkt einer Wallfahrtstraße von Waidhofen an der Thaya liegende Kirche. Durch Kaiser Joseph II. wurde die Wallfahrt nach Rafings 1786 aufgehoben und die Einrichtung der Kirche wurde entfernt. Ein Teil davon wurde zerstört, ein anderer Teil kam nach Windigsteig. 1788 wurde die Kirche gesperrt. Im Jahr 1792 erfolgte die Profanierung und der Abbruch. Der zweijochige Chor hatte eine Fünfachtelschluss, der bis zur Höhe des Dachansatzes erhalten ist. Außerdem sind Reste der Strebepfeiler zu sehen sowie erhaltene Rippenanläufe über Absenklingen bzw. überkreuzend auslaufend. Die Gewände der schon ursprünglich maßwerklosen Spitzbogenfenster wurden zum Teil ausgebrochen. | BDA-Hist.: Q24027984 Status: Bescheid Stand der BDA-Liste: 2025-06-30 Name: Kirchenruine Sieben Schmerzen Mariae GstNr.: 296/1 Kirchenruine Sieben Schmerzen Mariä (Meires)          |
| ja   | Datei hochladen | Figurenbildstock hl. Johannes Nepomuk HERIS-ID: 22574 Objekt-ID: 18907                       | südlich Meires 20 Standort KG: Meires                 | Am südlichen Ortsausgang von Meires erhebt sich auf Wolkensockel und Volutenpostament eine Statue des hl. Johannes Nepomuk, die im zweiten Viertel bzw. um die Mitte des 18. Jahrhunderts angefertigt wurde. | BDA-Hist.: Q37870792 Status: § 2a Stand der BDA-Liste: 2025-06-30 Name: Figurenbildstock hl. Johannes Nepomuk GstNr.: 7                                                              |
| ja   | Datei hochladen | Figurenbildstock hl. Felix von Cantalice HERIS-ID: 22578 Objekt-ID: 18911 marterl.at: 12194  | Rafings 4, in der Nähe Standort KG: Rafings           | Hinter der Kapelle von Rafings steht eine Statue des hl. Felix von Cantalice auf einem Sockel mit dem Wappen der Familie Polheim. Das Denkmal ist mit 1738 bezeichnet. | BDA-Hist.: Q37870818 Status: § 2a Stand der BDA-Liste: 2025-06-30 Name: Figurenbildstock hl. Felix von Cantalice GstNr.: 432/1                                                       |
| ja   | Datei hochladen | Figurenbildstock hl. Felix von Cantalice HERIS-ID: 22580 Objekt-ID: 18913                    | gegenüber Waldberg 3 Standort KG: Waldberg            | In Waldberg befindet sich eine Statue des hl. Felix auf einem Postament mit dem Wappen der Familie Polheim. Das Denkmal ist mit 1739 bezeichnet. | BDA-Hist.: Q37870830 Status: § 2a Stand der BDA-Liste: 2025-06-30 Name: Figurenbildstock hl. Felix von Cantalice GstNr.: 459/1                                                       |
| ja   | Datei hochladen | Figurenbildstock, hl. Felix von Cantalice HERIS-ID: 22585 Objekt-ID: 18918 marterl.at: 12227 | gegenüber Marktplatz 5 Standort KG: Windigsteig       | In Windigsteig steht eine mit 1738 bezeichnete Steinstatue des hl. Felix von Cantalice auf einem Sockel mit dem Wappen der Polheims. | BDA-Hist.: Q37870899 Status: § 2a Stand der BDA-Liste: 2025-06-30 Name: Figurenbildstock, hl. Felix von Cantalice GstNr.: 547/11                                                     |
| ja   | Datei hochladen | Kath. Pfarrkirche hl. Laurentius HERIS-ID: 22581 Objekt-ID: 18914                            | neben Marktplatz 8 Standort KG: Windigsteig           | Die nördlich des Hauptplatzes von Windigsteig erhöht gelegene Pfarrkirche hl. Laurentius ist ein schlichter, wahrscheinlich im Mauerkern gotischer, frühbarocker Saalbau mit Chorturm. Das schlichte Langhaus mit hoch gelegenen Lunettenfenstern liegt zusammen mit dem flach geschlossenen Chor unter einem einheitlichen Ziegelsatteldach. Die Kirche ist im Süden durch ein profiliert gerahmtes Portal aus der Bauzeit zugänglich, das über ein Gesims auf Volutenkonsolen verfügt. Ein Vorbau mit Nischenfigur des Schmerzensmannes stammt aus der zweiten Hälfte des 19. Jahrhunderts. Der 1668 als in Arbeit befindlich erwähnte achtseitige Chorturm ist gegen die Firstachse etwas südwärts verschoben. Er hat eine fünfgeschoßige Gliederung in quadratische Feldern und wird von einem Zwiebelhelm bekrönt. Im Chorscheitel liegt die 1950 vergrößerte, niedrige Sakristei. | BDA-Hist.: Q24027628 Status: § 2a Stand der BDA-Liste: 2025-06-30 Name: Kath. Pfarrkirche hl. Laurentius GstNr.: 4 Church of Windigsteig                                             |
| ja   | Datei hochladen | Kriegerdenkmal HERIS-ID: 22583 Objekt-ID: 18916                                              | neben Marktplatz 8 Standort KG: Windigsteig           | Das in Form eines Altars ausgeführte Kriegerdenkmal vor der Pfarrkirche von Windigsteig hat im unteren Bereich Steinplatten mit den Namen der Gefallenen, in der Mitte ein Relief mit Maria, einem Soldaten und einem Kreuz und oben einen Aufsatz mit abschließendem Kreuz, der ein Bild der Mater Dolorosa mit sieben Schwertern zeigt. | BDA-Hist.: Q37870876 Status: § 2a Stand der BDA-Liste: 2025-06-30 Name: Kriegerdenkmal GstNr.: 6                                                                                     |
| ja   | Datei hochladen | Pranger HERIS-ID: 22584 Objekt-ID: 18917 marterl.at: 12193                                   | gegenüber Marktplatz 8 Standort KG: Windigsteig       | Der Pranger in Windigsteig ist ein Granitpfeiler aus dem 17. Jahrhundert mit bekrönender Rolandsfigur. | BDA-Hist.: Q37870887 Status: § 2a Stand der BDA-Liste: 2025-06-30 Name: Pranger GstNr.: 547/6                                                                                        |
| ja   | Datei hochladen | Pfarrhof HERIS-ID: 22582 Objekt-ID: 18915                                                    | Marktplatz 10 Standort KG: Windigsteig                | Der Pfarrhof westlich der Kirche von Windigsteig – ein ehemaliger, 1562 erweiterter und später verfallener Adelssitz, der nach einem Brand im ursprünglichen Pfarrhof 1674 im Jahr 1677 als Pfarrhof adaptiert wurde – ist eine zweigeschoßige Dreiflügelanlage. Der östliche Trakt stammt aus der zweiten Hälfte des 16. bzw. aus dem 17. Jahrhundert und wurde 1868 zum Teil als Schule umgebaut. Der langgestreckte Nordtrakt wurde 1687 erneuert. Der Westtrakt wurde 1728 wahrscheinlich durch Josef Munggenau erneuert. 1799 bis 1805 erfolgte ein Umbau. Im Nordtrakt befindet sich eine Stuckrahmendecke, die durch Zwischenwände unterteilt ist. Im südwestlichen Ecksaal ist eine gekehlte Stuckdecke von 1733 zu sehen, die in ihrem geschwungenen Rahmen als Hochrelief einen fütternden Pelikan zeigt sowie in Medaillons Gesetzestafeln, einen Anker und reiches Laub- und Bandlwerk. Zur Ausstattung zählt ein Ölbild aus der zweiten Hälfte des 18. Jahrhunderts. | BDA-Hist.: Q37870850 Status: § 2a Stand der BDA-Liste: 2025-06-30 Name: Pfarrhof GstNr.: 1                                                                                           |